# جنود البافلو

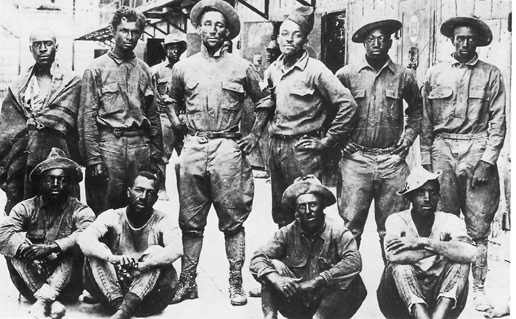
جنود البافلو

"جنود البافلو" أو "جنود الجاموس" كانوا أفواجًا عسكرية في الجيش الأمريكي ، تألَّفت بالكامل من جنود أمريكيين من أصل إفريقي، وشُكِّلوا خلال القرن التاسع عشر لخدمة الحدود الأمريكية الشاسعة. وفي يوم الحادي والعشرين من سبتمبر عام 1866، شهد حصن ليفنوورث بولاية كانساس تأسيس فوج الفرسان العاشر. يُروى أن القبائل الأمريكية الأصلية التي خاضت ضدهم معارك أثناء حروب الهنود الأمريكيين أطلقت عليهم لقب "جنود الجاموس"، وهو اسم ارتبط فيما بعد بكل الأفواج الأفريقية التي أُنشِئت في ذلك العام، بما في ذلك فوج الفرسان التاسع، والعاشر، وأفواج المشاة الرابع والعشرين، والخامس والعشرين، والثامن والثلاثين.

## أصل الكلمة

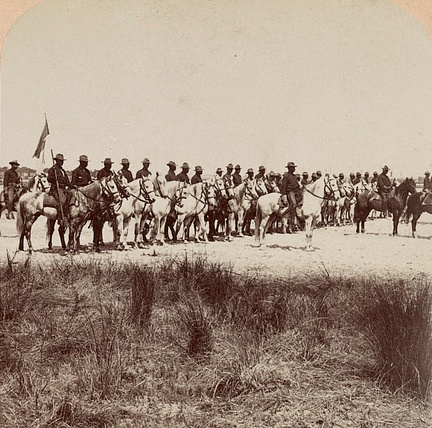
صورة التُقطت في عام 1898 لفوج الفرسان التاسع التابع للجيش الأمريكي.

تختلف المصادر حول كيفية ظهور لقب "جنود الجاموس". وفقًا لمتحف جنود الجاموس الوطني، نشأ الاسم من محاربي الشايان خلال شتاء عام 1877، حيث كانت الترجمة الفعلية من لغة الشايان هي "الجاموس البري". ومع ذلك، وثّق الكاتب والتر هيل رواية العقيد بنيامين جريرسون، مؤسس فوج الفرسان العاشر، الذي استذكر حملة عام 1871 ضد الكومانشي. نسب هيل أصل الاسم إلى الكومانشي بناءً على تأكيدات جريرسون.
استخدم الأباتشي نفس المصطلح ("كنا نطلق عليهم جنود الجاموس بسبب شعرهم المجعد الذي يشبه الجاموس")، وهو ادعاء مدعوم بمصادر أخرى. وهناك احتمال آخر بأن الاسم جاء من قبائل السهول الهندية، التي أطلقت هذا الاسم بسبب المعاطف المصنوعة من جلد الجاموس التي كانوا يرتدونها في الشتاء.
أصبح مصطلح "جنود الجاموس" فيما بعد مصطلحًا عامًا يشير إلى جميع الجنود من أصول إفريقية. ويُستخدم الآن للإشارة إلى وحدات الجيش الأمريكي التي تعود جذورها مباشرة إلى أي من الأفواج الإفريقية الأمريكية التي تشكلت عام 1866.